# Como ovejas al matadero
"Como ovejas al matadero" (en hebreo: כצאן לטבח‎) es una frase que hace referencia a la idea de que los judíos fueron pasivos a la muerte durante el Holocausto. Deriva de una frase similar en la Biblia hebrea que describe de modo favorable el martirio tanto en la tradición religiosa judía como en la cristiana. La oposición a la frase se asoció con el sionismo debido a su uso en Josipón y por los grupos de autodefensa judíos después del pogromo de Chisináu de 1903. Durante el Holocausto, Abba Kovner y otros líderes de la resistencia judía durante el Holocausto utilizaron la frase para exhortar a los suyos a contraatacar. En el Israel de la posguerra, algunos demonizaron a los supervivientes del Holocausto acusándolos de haber ido "como ovejas al matadero", mientras se glorificaba la resistencia armada. Se interpretó que la frase significaba que los judíos no habían intentado salvar sus vidas y, en consecuencia, eran en parte responsables de su sufrimiento y muerte. Este mito, que se ha vuelto menos prominente, es criticado por historiadores, teólogos y sobrevivientes como una forma de culpar a las víctimas.

## Trasfondo

### Religión

#### Judaísmo
En Isaías, capítulo 53 de la Biblia hebrea,   un siervo virtuoso es asesinado pero no protesta:
"Como oveja llevada al matadero, o como cordero que calla delante de sus trasquiladores, no abrió su boca" (Isaías 53:7). Se alaba su silencio porque no hubo "engaño en su boca" (Isaías 53:9). Pero el rabino Abraham Heschel señaló que el contexto es más ambiguo, porque el propio Isaías protesta por el castigo de Dios al pueblo judío.  En el salmo 44, el martirio del pueblo judío perseguido por su religión se presenta favorablemente: "No, sino por ti somos muertos todo el día; / somos contados como ovejas para el matadero" (Salmo 44:23).   La liturgia judía utiliza la frase en Tajanún, oración derivada del salmo 44, que tradicionalmente se recita cada lunes y jueves en las Shajarit (oraciones de la mañana):

Mira desde el cielo y percibe que hemos llegado a ser objeto de desprecio y escarnio entre las naciones; se nos considera ovejas llevadas al matadero, para ser asesinadas, destruidas, golpeadas y humilladas. Pero a pesar de todo esto no hemos olvidado Tu Nombre; te rogamos que no nos olvides.

La frase hebrea de la Biblia, "como ovejas para ser sacrificadas" ( כְּצֹאן טִבְחָה, ke-tson le-tivhah), es distinta de la variante posterior "como ovejas al (...) matadero" ( כצאן לטבח, ke-tson la-tevah). 

#### Cristianismo
En el cristianismo, la frase fue interpretada como la virtud de la mansedumbre, relacionada con que Jesús se dejó crucificar; Jesús fue simbolizado como el Cordero de Dios. El teólogo presbiteriano Albert Barnes escribió: "el hecho de que [Jesús] no abriera la boca para quejarse fue, por tanto, más notable e hizo que el mérito de sus sufrimientos fuera mayor". Consideró la tipología profética de Isaías 53 que se había "cumplido en la vida del Señor Jesús", una tipología que continuaría como parte de las interpretaciones cristianas del Holocausto. 

### Secular
La inversa de la frase, contra lo que se creía, fue acuñada por el escritor de la historia judía del siglo X Josipón, que citó a Matatías, un líder de la revuelta de los macabea, diciendo: "Sed fuertes y seamos fortalecidos y muramos luchando y no muramos como ovejas llevadas al matadero".   En un contexto diferente, la frase fue utilizada por el fundador de los Estados Unidos, George Washington, en 1783 para advertir de los peligros de eliminar un derecho "la libertad de expresión puede ser quitada, y mudos y silenciosos pueden ser conducidos, como ovejas, al matadero".  
La inversión de la frase fue revivida por las ligas de autodefensa judías en el Imperio ruso a raíz del pogromo de Chisináu de 1903, aunque siguió siendo poco común en comparación con otras imágenes de victimización.  En referencia al pogromo, el New York Times informó que "los judíos fueron tomados totalmente por sorpresa y masacrados como ovejas".  La novela corta hebrea de Yosef Haim Brenner Around the Point presentaba a un protagonista que preguntaba: "¿Eran los judíos como ovejas para ser sacrificadas?" pero rechazó la idea. En 1910, la segunda versión de la frase, inventada en Josipón, más común.  En un artículo de 1920 titulado "¿Harán de Jerusalén un Chisináu?" Zalman Shazar, más tarde el tercer presidente de Israel, se opuso a negociar con las autoridades del Mandato británico de Palestina porque "los hermanos de los héroes de Tel Jai no serán llevados como ovejas al matadero". 
En Yizkor, un libro de 1911 que conmemora a los judíos asesinados por árabes, se atribuyó lo contrario a Ya'akov Plotkin, el líder de una organización de autodefensa judía en Ucrania, que había inmigrado a Palestina y fue asesinado durante el conflicto intercomunitario del mandato de Palestina. Según Yitzhak Ben-Zvi, más tarde segundo presidente de Israel, Plotkin había utilizado la frase con respecto a la defensa contra los pogromos antijudíos en el Imperio ruso. El libro fue muy leído por los sionistas de Europa del Este. Yael Feldman sugiere que ésta es la fuente probable del vocabulario que Abba Kovner utilizó en su declaración del 1 de enero de 1942. 

## En el contexto del Holocausto

### Durante el Holocausto
Durante el Holocausto, Abba Kovner fue el primero en utilizar la frase como un llamado a la acción en un panfleto del 1 de enero de 1942  en el que argumentaba que "Hitler está planeando la aniquilación de los judíos europeos ".  Kovner instó a los judíos del gueto de Vilna a resistir a los alemanes:  

No seremos llevados como ovejas al matadero. Es cierto que somos débiles e indefensos, pero la única respuesta a los asesinatos es la rebelión. Hermanos, es mejor morir luchando como hombres libres que vivir a merced de los asesinos. Levántate, levántate con el último aliento.
Abba Kovner

En lugar de ver a los judíos como ovejas, Kovner intentó "provocar una rebelión contra el uso mismo de ese término", según el historiador del Holocausto Yehuda Bauer.   En un discurso que Kovner pronunció ante los miembros del Palmaj después de llegar a Israel en octubre de 1945, explicó que su frase no significaba que las víctimas del Holocausto hubieran ido "como ovejas al matadero" y atribuyó esa interpretación a no judíos, como un comisario partidista soviético. Kovner  dijo sobre la incapacidad de tantas víctimas para defenderse: "¡Todos y cada uno se fue así!", incluidos los prisioneros de guerra soviéticos, los colaboradores nazis asesinados por sus antiguos aliados y los oficiales polacos. 
El panfleto fue pasado de contrabando a otros guetos, donde inspiró llamamientos similares a la resistencia.  En el gueto de Cracovia, Dolek Liebeskind dijo: "Por tres líneas de la historia que se escribirán sobre los jóvenes que lucharon y no fueron como ovejas al matadero, incluso vale la pena morir".  Durante la Grossaktion Varsovia, la deportación masiva de judíos del gueto de Varsovia que comenzó el 22 de julio de 1942, el archivero judío Emanuel Ringelblum criticó la brutalidad de la policía del gueto judío durante las redadas y la pasividad de las masas judías. Ringelblum preguntó: "¿Por qué nos hemos dejado llevar como ovejas al matadero?", y concluyó que los judíos estaban avergonzados y deshonrados porque su "docilidad" no les salvó la vida. Concluyó que la única opción era la resistencia armada, incluso como gesto simbólico. 

### Después de la guerra

#### En Israel
En el período inmediato de posguerra en Israel, antes del juicio a Eichmann, los supervivientes que no habían luchado con los partisanos eran estigmatizados por haber ido como supuestas ovejas al matadero.   En respuesta, algunos niños sobrevivientes fingieron ser sabras (nativos israelíes) y otros sobrevivientes nunca mencionaron su experiencia.  Se glorificó la resistencia armada, en parte porque el establecimiento del Estado de Israel también implicó un conflicto armado.  Por ejemplo, el libro de texto más popular para estudiantes de primaria dedicaba el 60% de su cobertura del Holocausto al levantamiento del gueto de Varsovia.  En contraste, otras reacciones al Holocausto fueron demonizadas:  un libro de texto aprobado por el Ministerio de Educación decía que "la postura heroica de los judíos del gueto también compensó la humillante rendición de aquellos conducidos a los campos de exterminio" y que las víctimas del Holocausto había ido "como ovejas al matadero". 
El historiador británico Tom Lawson sostiene que la idea de la pasividad judía durante el Holocausto confirmó los estereotipos de los judíos de la diáspora sostenidos por el Yishuv, la comunidad judía en Palestina, que contribuyó a su ascenso.  El historiador israelí Yechiam Weitz sostiene que el tropo de "ovejas al matadero" "insinúa que millones de judíos que perecieron en el Holocausto no estuvieron a la altura" y, si hubieran contraatacado, se habría preservado el honor nacional judío.  La historiadora israelí Idit Zertal escribe que se culpó a los supervivientes del Holocausto por no haber elegido el sionismo a tiempo. 
La historiadora israelí Hanna Yablonka critica esta percepción, argumentando que los sobrevivientes del Holocausto dieron forma a la memoria israelí.  Feldman describe el mito como derivado de los estereotipos antisemitas tradicionales europeos sobre los judíos como "la antítesis deshonrosa de todas las cualidades 'viriles' consideradas necesarias por el nacionalismo moderno".  Una explicación alternativa propuesta por el historiador israelí Tom Segev es que la metáfora de la oveja permitió a los israelíes restar importancia al sufrimiento de los judíos durante el Holocausto como mecanismo de defensa contra el trauma cultural.  Al inicio se sabía poco sobre el Holocausto, lo que llevó a una generalización excesiva.  Según la hipótesis del mundo justo, las víctimas y supervivientes del Holocausto debieron haber hecho algo para merecer su destino. 
El discurso de Kovner de octubre de 1945 no estuvo disponible para el público durante cuatro décadas, y muchos le mal atribuyeron la acusación contra los sobrevivientes israelíes.  Preocupado, Kovner dijo en 1947 que alguien que no había presenciado los acontecimientos del Holocausto no podía utilizar la frase con propiedad; "como ovejas al matadero" significaba algo diferente en Israel de lo que significaba en el gueto de Vilna en 1942.  Mientras tanto, siguió reivindicando la autoría de la inversión del comunicado pese al precedente anterior. 
La actitud israelí hacia los sobrevivientes se vio revolucionada por el muy publicitado juicio de Adolf Eichmann, un perpetrador clave del Holocausto, en Jerusalén. Durante el proceso, el fiscal Gideon Hausner fue más allá de demostrar la culpabilidad de Eichmann.  Intentó educar a los israelíes sobre los crímenes nazis,  "asumió el papel de abogado defensor de los judíos muertos y vivos" y llamó a muchos supervivientes como testigos.  El público cuestionó si la resistencia era una opción para las masas y la actividad de grupos de rescate como el Comité de Ayuda y Rescate fue vista de modo más favorable. La opinión pública pasó a culpar solo a los perpetradores. El poeta sionista revisionista Uri Zvi Greenberg dijo: "Es un crimen decir que, en la época de Hitler, los judíos de la diáspora podrían haber muerto de manera diferente". El escritor laborista sionista Haim Guri escribió:

Deberíamos pedir perdón a innumerables personas por haberlos juzgado en nuestro corazón... Muchas veces generalizamos categórica y arbitrariamente que estas pobres almas [fueron a la muerte] "como ovejas al matadero". Ahora lo sabemos mejor.

#### Fuera de Israel

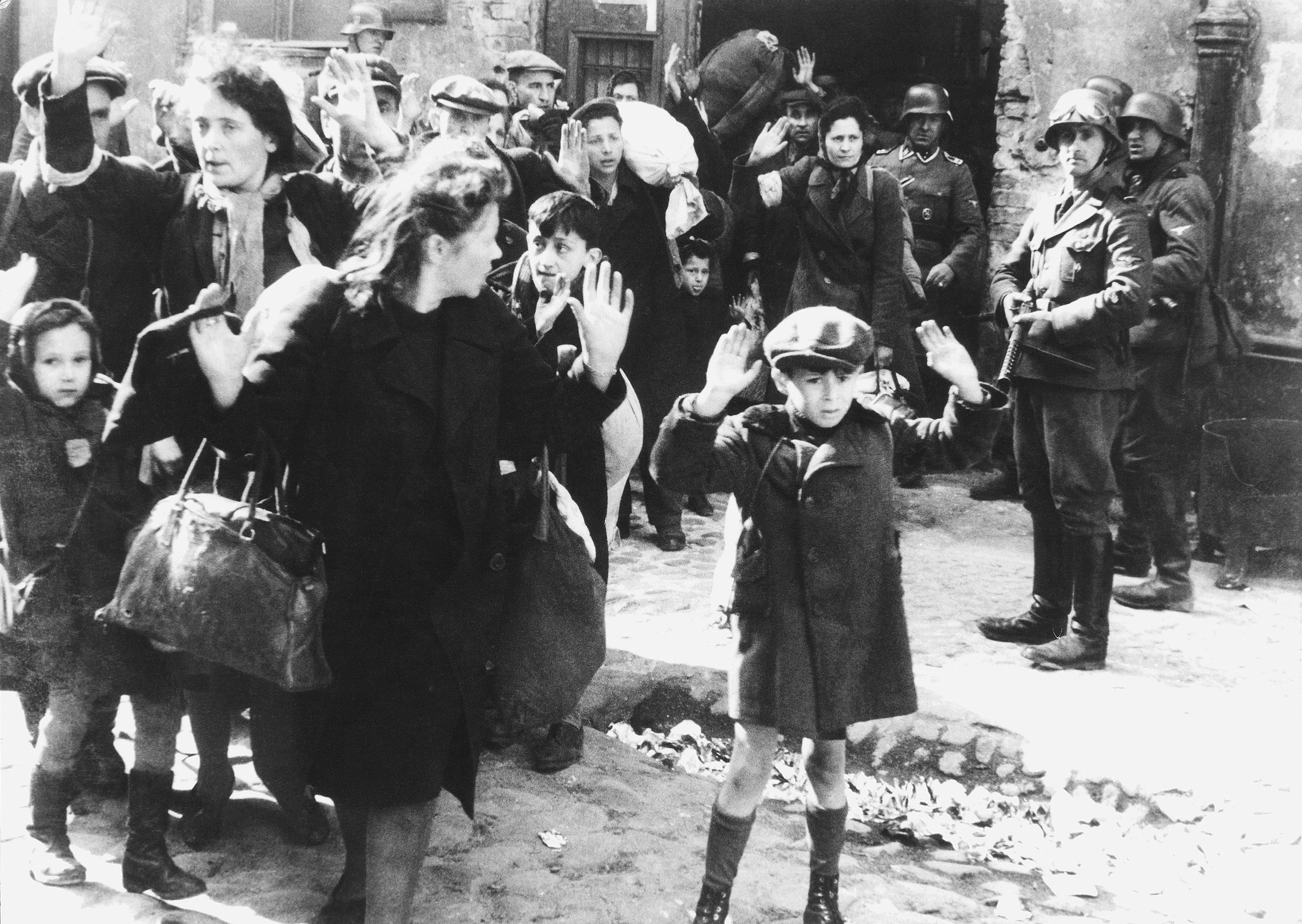
El chico del gueto de Varsovia

Después de la guerra, la idea de que las víctimas y supervivientes judíos del Holocausto habían actuado pasivos se vio reforzada por fotografías de campos de concentración nazis liberados que mostraban a supervivientes demacrados. Debido a que las películas de propaganda nazi eran a menudo la única fuente de metraje, su uso en documentales de posguerra apoyaba la idea de la pasividad judía, al igual que la icónica fotografía del niño del gueto de Varsovia. La afirmación de que los prisioneros judíos de los campos de concentración eran más pasivos que los prisioneros no judíos a menudo oscurecía los hechos históricos, como el hecho de que los judíos lanzaron seis de los siete levantamientos en los campos de concentración o de exterminio. 
En 1946, el superviviente y psicólogo Viktor Frankl escribió un libro muy vendido El hombre en busca de sentido, basado en sus experiencias, en el que afirmaba que una actitud positiva era esencial para sobrevivir en los campos. Dio a entender que murieron los que se habían rendido. Los historiadores concluyeron que había poca conexión entre actitud y supervivencia.  En 1960, el psicoanalista judío Bruno Bettelheim afirmó que "como lemmings, [millones] marcharon hacia su propia muerte" y que Ana Frank y su familia tenían parte de culpa por no poseer armas de fuego.   En su libro de 1961 La destrucción de los judíos europeos, el historiador Raúl Hilberg caracterizó la resistencia judía como un fenómeno muy marginal. Sin embargo, evaluó la resistencia solo por el número de alemanes asesinados.   En cambio, argumentó que los judíos habían "acelerado el proceso de destrucción" mediante la obediencia a las órdenes alemanas condicionadas por la pasividad de la cultura de la diáspora judía. En la edición de 1985, Hilberg citó a Ringelblum para apoyar este argumento. 
Hannah Arendt rechazó la idea de que las víctimas judías hubieran ido "como ovejas al matadero", porque todas las víctimas de la persecución nazi se habían comportado de manera similar. Ella argumentó que Bettelheim esperaba que los judíos de alguna manera adivinaran las intenciones nazis mejor que otras víctimas y criticó en privado a Hilberg por "charlar sobre un 'deseo de muerte' de los judíos".  Aunque criticó al fiscal israelí Gideon Hausner por preguntar a los supervivientes por qué no habían resistido,   describió a los judíos como obedeciendo las órdenes nazis con "mansedumbre sumisa" y "llegando a tiempo a los puntos de transporte, caminando por sus propios medios" a los lugares de ejecución, cavando sus propias tumbas, desnudándose y amontonando en orden su ropa, y acostándose uno al lado del otro para ser fusilados", una caracterización que la estudiosa estadounidense del Holocausto Deborah Lipstadt encontró "inquietante". Arendt culpó al Judenrat de colaborar con los nazis, una evaluación que no se acepta comúnmente en la actualidad.  A pesar de su interpretación más matizada, sus argumentos en Eichmann en Jerusalén fueron equiparados con los de Hilberg y Bettelheim y duramente criticados. 
Después de las primeras tres décadas, el tropo dejó de ser una fuerza impulsora en la historiografía del Holocausto, según Lawson.  Pero Richard Middleton-Kaplan cita la película de 2010 The Debt, sobre un criminal de guerra nazi que se burla de sus captores judíos y escapa de ellos, como un ejemplo reciente de una obra que perpetúa la percepción de que los judíos aceptaron pasivos su destino, porque las afirmaciones de los nazis sobre ese efecto no son refutadas.  Los colonos israelíes que protestaban por la evacuación de la Franja de Gaza dijeron "no iremos al matadero como ovejas", lo que se consideró una hipérbole. 

## Crítica
La frase se generalizó tanto y se creyó tanto que los historiadores de la resistencia judía durante el Holocausto la utilizaron como título de obras que desafiaban las percepciones de la pasividad judía.  Daniel Goldhagen criticó la "frase enloquecedora y frecuentemente escuchada 'como ovejas al matadero'" como una "idea errónea" en su propaganda para el libro de 1994 Resistencia: El levantamiento del gueto de Varsovia. La entrada sobre la resistencia judía en Europa del Este en The Holocaust Encyclopedia de 2001 comienza desacreditando las "falsas suposiciones" detrás de preguntas como "¿Por qué los judíos fueron como ovejas al matadero?" 
Yehuda Bauer ha sostenido que "quienes lo utilizan se identifican, incluso inconscientemente, con los asesinos", que negaron la humanidad de sus víctimas.  Señala que "los judíos no eran ovejas. Los judíos eran judíos, los judíos eran seres humanos" que fueron asesinados, no masacrados.   La socióloga estadounidense Nechama Tec dice que con frecuencia le preguntan "¿Por qué los judíos fueron como ovejas al matadero?", lo que ella llama "una suposición descaradamente falsa" porque la oportunidad de resistir no siempre estaba presente y muchos judíos emplearon estrategias creativas de supervivencia. El Tec critica duramente la idea de que "las propias víctimas tuvieron parte de culpa en su propia destrucción".  Según el historiador del Holocausto Peter Hayes, "nada en la literatura sobre la Shoah es más indecoroso que la culpa que algunos escritores echan a un pueblo casi completamente desarmado, aislado, aterrorizado, torturado y enervado por supuestamente no haber respondido adecuadamente". 
Los supervivientes, entre ellos Elie Wiesel y Primo Levi, también han criticado la tendencia a culpar a los judíos por su difícil situación durante el Holocausto, lo que Wiesel llamó "El colmo de la ironía y la crueldad: las víctimas muertas necesitaban ser defendidas, mientras que los asesinos, vivos y muertos, eran dejados solos."  La psicóloga Eva Fogelman sostiene que la tendencia a culpar a la víctima surge del deseo de "evitar confrontarse con la pregunta: ¿Qué habría hecho yo? ¿Y habría sobrevivido?". Según Fogelman, "Culpar a las víctimas no sólo distorsiona la historia sino que también perpetúa su victimización". 
El rabino Emil Fackenheim escribió que "la vaga charla sobre 'ovejas al matadero' y ' Judenräte ' colaboracionistas" se debe a una ignorancia deliberada de los hechos del Holocausto porque "es más cómodo culpar a la víctima".  El rabino Yisrael Rutman argumentó que el "verdadero significado" de la frase es la fuerza espiritual de los judíos que no tuvieron oportunidad de resistir su asesinato.  El rabino Bernard Rosenberg escribe que para comprender la falacia del mito de las "ovejas al matadero", hay que considerar la experiencia vivida por los supervivientes que no tuvieron la oportunidad de luchar contra sus opresores.  Rosenberg sostiene que la supervivencia y el esfuerzo por reconstruir vidas, comunidades y el Estado judío después del Holocausto fue una forma de contraatacar, como lo es preservar la tradición judía en la actualidad.  El rabino ortodoxo y autor Shmuley Boteach llama a la frase un "doble insulto a los seis millones de mártires" porque los acusa de cobardía y los culpa por su destino. 

## Otras lecturas
- Finkel, Evgeny (2017). Ordinary Jews: Choice and Survival During the Holocaust. Princeton: Princeton University Press. ISBN 9780691172576.